# Ochman
Krystian Jan Ochman også kendt som Ochman (født 19. juli 1999) er en Polsk sanger og sangskriver. Han har repræsenteret Polen ved Eurovision Song Contest 2022 i Torino med sangen "River" og kom på en 12. plads i finalen. Han vandt sæson 10 af det polske udgave af the voice.